# Oscar Rizzato
Oscar Rizzato (San Giorgio delle Pertiche, 8 febbraio 1929 – Padova, 11 gennaio 2021) è stato un arcivescovo cattolico italiano.

## Biografia
Monsignor Oscar Rizzato nacque ad Arsego, frazione di San Giorgio delle Pertiche, l'8 febbraio 1929.

### Formazione e ministero sacerdotale
Compì gli studi classici e di teologia nel seminario vescovile di Padova.
Il 4 luglio 1954 fu ordinato presbitero per la diocesi di Padova da monsignor Girolamo Bartolomeo Bortignon. Dal 1954 al 1956 fu vice-rettore e insegnante nel seminario minore presso il Collegio vescovile di Thiene. Dal 1957 riprese gli studi presso la Facoltà di Lettere e Filosofia dell'Università degli Studi di Padova conseguendo la laurea in archeologia cristiana. Contemporaneamente prestò servizio religioso e fu insegnante di religione presso l'Istituto Configliachi di Padova, il primo istituto in Italia organizzato per accogliere esclusivamente persone cieche.
Il 1º dicembre 1961 entrò in servizio come addetto d'archivio e aiutante di studio della Segreteria di Stato della Santa Sede. Il 28 gennaio 1976 ricevette il titolo onorifico di prelato d'onore di Sua Santità  e dallo stesso anno si occupò dell'assistenza spirituale del personale dell'autoparco dello Stato della Città del Vaticano. Papa Giovanni Paolo II lo nominò capo ufficio della Segreteria di Stato il 12 gennaio 1983, membro del comitato centrale per l'Anno Mariano l'11 febbraio 1987, assessore per gli affari generali della Segreteria di Stato il 9 ottobre 1987  e membro della Commissione disciplinare della Curia romana il 15 dicembre 1987.

### Ministero episcopale

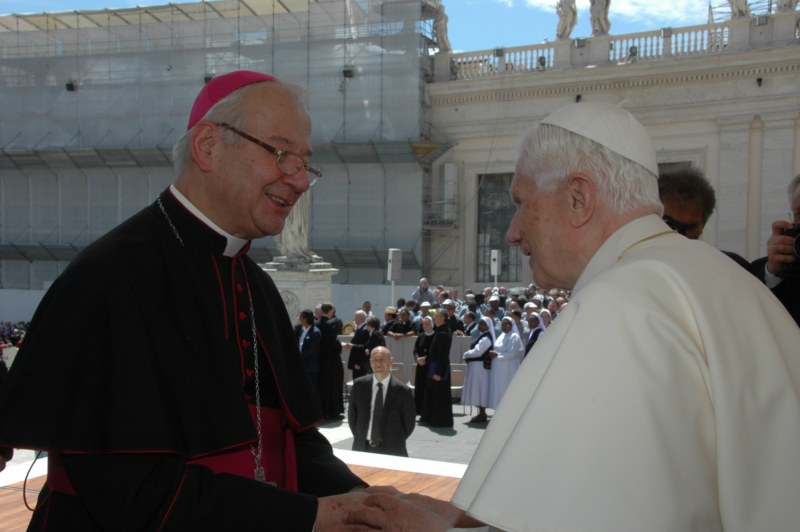
Mons. Oscar Rizzato con papa Benedetto XVI, il 10 maggio 2012.

Il 23 dicembre 1989 papa Giovanni Paolo II lo nominò suo elemosiniere e arcivescovo titolare di Viruno. Ricevette l'ordinazione episcopale il 6 gennaio successivo nella basilica di San Pietro in Vaticano dallo stesso pontefice, co-consacranti gli arcivescovi Giovanni Battista Re, sostituto per gli affari generali della Segreteria di Stato della Santa Sede, e Myroslav Marusyn, segretario della Congregazione per le Chiese orientali.
Nel 1991 fu criticato per una presunta discriminazione verso le richieste di benedizioni redatte in una lingua slava, per cui monsignor Rizzato avrebbe preteso una traduzione. La mancata firma del prelato avrebbe fatto sì che si accumulassero richieste di benedizioni senza risposta.
Il 21 novembre 1994 il papa lo nominò membro del Pontificio consiglio "Cor Unum" per un quinquennio  e il 20 settembre 2000 gli rinnovò il mandato per un ulteriore quinquennio.
In un'intervista concessa a Radio Vaticana raccontò l'attività e i limiti dell'Elemosineria apostolica e si disse contrario all'attività di accattonaggio "professionale".
Il 28 luglio 2007 papa Benedetto XVI accettò la sua rinuncia all'incarico per raggiunti limiti di età. Dopo il ritiro continuò a risiedere nella Città del Vaticano e rimase assistente spirituale di parte del personale dello Stato, a collaborare con la parrocchia agostiniana di Sant'Anna dei Palafrenieri e a presiedere varie celebrazioni liturgiche amministrando i sacramenti, in particolare la confermazione, nelle parrocchie in cui era invitato.
Il 9 febbraio 2019, dopo un peggioramento delle sue condizioni di salute, ritornò nel padovano e prese residenza presso l'Opera della Provvidenza di Sarmeola di Rubano.
Morì all'ospedale di Padova l'11 gennaio 2021, all'età di 91 anni a causa di complicanze dovute al COVID-19. Le esequie si tennero il 16 gennaio alle ore 10 nella chiesa parrocchiale dei Santi Martino e Lamberto ad Arsego e furono presiedute da monsignor Claudio Cipolla, vescovo di Padova. L'omelia venne pronunciata da monsignor Antonio Mattiazzo, vescovo emerito della stessa diocesi. Al termine del rito la salma venne tumulata nel cimitero cittadino.

## Genealogia episcopale
La genealogia episcopale è:
- Cardinale Scipione Rebiba
- Cardinale Giulio Antonio Santori
- Cardinale Girolamo Bernerio, O.P.
- Arcivescovo Galeazzo Sanvitale
- Cardinale Ludovico Ludovisi
- Cardinale Luigi Caetani
- Cardinale Ulderico Carpegna
- Cardinale Paluzzo Paluzzi Altieri degli Albertoni
- Papa Benedetto XIII
- Papa Benedetto XIV
- Papa Clemente XIII
- Cardinale Enrico Benedetto Stuart
- Papa Leone XII
- Cardinale Chiarissimo Falconieri Mellini
- Cardinale Camillo Di Pietro
- Cardinale Mieczysław Halka Ledóchowski
- Cardinale Jan Maurycy Paweł Puzyna de Kosielsko
- Arcivescovo Józef Bilczewski
- Arcivescovo Bolesław Twardowski
- Arcivescovo Eugeniusz Baziak
- Papa Giovanni Paolo II
- Arcivescovo Oscar Rizzato